# Plagithmysus indecens
Plagithmysus indecens är en skalbaggsart. Plagithmysus indecens ingår i släktet Plagithmysus och familjen långhorningar.

## Underarter
Arten delas in i följande underarter:
- P. i. indecens
- P. i. kainaluensis